# 24 Heures du Mans 2012
Navigation
Édition précédente Édition suivante
Les 24 Heures du Mans 2012 sont la 80e édition de l'épreuve et se déroulent les 16 et 17 juin 2012 sur le circuit de la Sarthe. Selon l'Automobile Club de l'Ouest (ACO), il y aurait eu plus de 240 000 spectateurs lors de cette édition.
L'épreuve appartient à la première édition du Championnat du monde d'endurance FIA qui est lancée par l'ACO et la FIA vingt ans après la dernière saison du Championnat du monde des voitures de sport.
L'équipe Peugeot Sport avait annoncé dès le 18 janvier 2012 qu'elle se retirait des courses d'endurance et que par conséquent, elle ne participerait pas à l'épreuve du Mans 2012.

## Liste des invités

### 56estand
Dans le cadre du 56e stand, trois projets expérimentaux ont été retenus en vue de participer à cette course :
- DeltaWing, projet mené par Dan Gurney, les constructeurs All American Racers et Panoz et l'écurie Highcroft Racing pour la mise au point d'un prototype à très basse consommation[5] ;
- GreenGT, projet suisse d'un véhicule électrique dont l'électricité est produite par une pile à combustible à hydrogène[6] ;
- Courage Ø.12, projet 100 % électrique mené par Courage Technology, nouvelle structure d'Yves Courage fondateur et ancien propriétaire de Courage Compétition[7].

L'ACO a depuis annoncé que le projet DeltaWing est retenu pour participer aux 24 Heures du Mans 2012 alors que les deux autres sont suppléants en cas de défection de DeltaWing.

### Invitations automatiques
Des invitations automatiques sont distribuées aux équipes récompensées lors de la saison 2011 dans les compétitions associées aux 24 Heures du Mans. Une écurie ne peut cumuler plus de deux invitations,.
| Motif de l'invitation                                     | LM P1                      | LM P2               | LM GTE Pro      | LM GTE Am               |
| --------------------------------------------------------- | -------------------------- | ------------------- | --------------- | ----------------------- |
| 1er des 24 Heures du Mans 2011                            | Audi Sport Team Joest      | Greaves Motorsport  | Corvette Racing | Larbre Compétition      |
| 1er du Petit Le Mans 2011                                 | Peugeot Sport Total        | Level 5 Motorsports | AF Corse        | Krohn Racing            |
| 1er des Le Mans Series 2011                               | Rebellion Racing           | Greaves Motorsport  | AF Corse        | IMSA Performance Matmut |
| 2e des Le Mans Series 2011                                | Pescarolo Team             | Strakka Racing      | JMW Motorsport  | AF Corse                |
| 1er des American Le Mans Series 2011                      | Dyson Racing               |                     | BMW Team RLL    |                         |
| 2e des American Le Mans Series 2011                       | Muscle Milk Team Cytosport |                     | Corvette Racing |                         |
| 1er du Challenge Green X des Le Mans Series 2011          | Pescarolo Team             | Pescarolo Team      | AF Corse        | AF Corse                |
| 1er du Challenge Green X des American Le Mans Series 2011 | Dyson Racing               | Dyson Racing        | BMW Team RLL    | BMW Team RLL            |
| 1er de la catégorie FLM des Le Mans Series 2011           |                            | Pegasus Racing      |                 |                         |

### Liste officielle
La liste officielle des concurrents et voitures invités.
| Engagés            | Engagés | Engagés                   | Engagés                   | Engagés | Engagés                | Engagés              | Engagés                  |
| No.                | Nation  | Équipe                    | Voiture-Moteur            | Pneus   | Pilote 1               | Pilote 2             | Pilote 3                 |
| LMP1               | LMP1    | LMP1                      | LMP1                      | LMP1    | LMP1                   | LMP1                 | LMP1                     |
| ------------------ | ------- | ------------------------- | ------------------------- | ------- | ---------------------- | -------------------- | ------------------------ |
| 1                  |         | Audi Sport Team Joest     | Audi R18 e-tron quattro   | M       | Benoît Tréluyer        | André Lotterer       | Marcel Fässler           |
| 2                  |         | Audi Sport Team Joest     | Audi R18 e-tron quattro   | M       | Allan McNish           | Tom Kristensen       | Rinaldo Capello          |
| 3                  |         | Audi Sport Team Joest     | Audi R18 Ultra            | M       | Romain Dumas           | Marc Gené            | Loïc Duval               |
| 4                  |         | Audi Sport North America  | Audi R18 Ultra            | M       | Marco Bonanomi         | Oliver Jarvis        | Mike Rockenfeller        |
| 7                  |         | Toyota Racing             | Toyota TS030 Hybrid       | M       | Alexander Wurz         | Nicolas Lapierre     | Kazuki Nakajima          |
| 8                  |         | Toyota Racing             | Toyota TS030 Hybrid       | M       | Stéphane Sarrazin      | Sébastien Buemi      | Anthony Davidson         |
| 12                 |         | Rebellion Racing          | Lola B12/60 - Toyota      | M       | Nicolas Prost          | Nick Heidfeld        | Neel Jani                |
| 13                 |         | Rebellion Racing          | Lola B12/60 - Toyota      | M       | Andrea Belicchi        | Jeroen Bleekemolen   | Harold Primat            |
| 15                 |         | OAK Racing                | OAK Pescarolo 01 - Judd   | D       | Franck Montagny        | Dominik Kraihamer    | Bertrand Baguette        |
| 16                 |         | Pescarolo Team            | Pescarolo 03 - Judd       | M       | Emmanuel Collard       | Stuart Hall          |                          |
| 17                 |         | Pescarolo Team            | Dome S102.5 - Judd        | M       | Nicolas Minassian      | Sébastien Bourdais   | Seiji Ara                |
| 21                 |         | Strakka Racing            | HPD ARX-03a               | M       | Nick Leventis          | Jonny Kane           | Danny Watts              |
| 22                 |         | JRM Racing                | HPD ARX-03a               | M       | David Brabham          | Peter Dumbreck       | Karun Chandhok           |
| LMP2               |         |                           |                           |         |                        |                      |                          |
| 23                 |         | Signatech-Nissan          | Oreca 03-Nissan           | D       | Jordan Tresson         | Franck Mailleux      | Olivier Lombard          |
| 24                 |         | OAK Racing                | Morgan LMP2-Judd          | D       | Jacques Nicolet        | Matthieu Lahaye      | Olivier Pla              |
| 25                 |         | ADR (en)-Delta            | Oreca 03-Nissan           | D       | John Martin            | Jan Charouz          | Tor Graves               |
| 26                 |         | Signatech-Nissan          | Oreca 03-Nissan           | D       | Pierre Ragues          | Nelson Panciatici    | Roman Rusinov            |
| 28                 |         | Gulf Racing Middle East   | Lola B12/80-Nissan        | D       | Fabien Giroix          | Ludovic Badey        | Stefan Johansson         |
| 29                 |         | Gulf Racing Middle East   | Lola B12/80-Nissan        | D       | Jean-Denis Delétraz    | Keiko Ihara (en)     | Marc Rostan              |
| 30                 |         | Status Grand Prix         | Lola B12/80-Judd          | D       | Alexander Sims         | Yelmer Buurman       | Romain Iannetta          |
| 31                 |         | Lotus LMP2                | Lola B12/80-Lotus         | D       | Thomas Holzer (en)     | Mirco Schultis       | Luca Moro                |
| 33                 |         | Level 5 Motorsports       | HPD ARX-03b               | D       | Scott Tucker           | Christophe Bouchut   | Luis Diaz                |
| 35                 |         | OAK Racing                | Morgan LMP2-Judd          | D       | Bas Leinders           | Maxime Martin        | David Heinemeier Hansson |
| 38                 |         | Jota Sport                | Zytek Z11SN-Nissan        | D       | Sam Hancock            | Simon Dolan          | Haruki Kurosawa          |
| 40                 |         | Race Performance          | Oreca 03-Judd             | D       | Michel Frey            | Jonathan Hirschi     | Ralph Meichtry           |
| 41                 |         | Greaves Motorsport        | Zytek Z11SN-Nissan        | D       | Christian Zugel        | Elton Julian         | Ricardo González         |
| 42                 |         | Greaves Motorsport        | Zytek Z11SN-Nissan        | D       | Alex Brundle           | Martin Brundle       | Lucas Ordóñez            |
| 43                 |         | Extrême Limite ARIC       | Norma M200P-Judd          | D       | Fabien Rosier          | Philippe Haezebrouck | Philippe Thirion         |
| 44                 |         | Starworks Motorsport      | HPD ARX-03b               | D       | Enzo Potolicchio       | Ryan Dalziel         | Tom Kimber-Smith         |
| 45                 |         | Boutsen Ginion Racing     | Oreca 03-Nissan           | D       | Bastien Brière         | Shinji Nakano        | Jens Petersen            |
| 46                 |         | Thiriet by TDS Racing     | Oreca 03-Nissan           | D       | Pierre Thiriet         | Mathias Beche        | Christophe Tinseau       |
| 48                 |         | Murphy Prototypes         | Oreca 03-Nissan           | D       | Warren Hughes          | Jody Firth           | Brendon Hartley          |
| 49                 |         | Pecom Racing              | Oreca 03-Nissan           | D       | Luís Pérez Companc     | Pierre Kaffer        | Soheil Ayari             |
| LMGTE-Pro          |         |                           |                           |         |                        |                      |                          |
| 51                 |         | AF Corse                  | Ferrari 458 Italia GT2    | M       | Giancarlo Fisichella   | Gianmaria Bruni      | Toni Vilander            |
| 59                 |         | Luxury Racing             | Ferrari 458 Italia GT2    | M       | Frédéric Makowiecki    | Jaime Melo           | Dominik Farnbacher       |
| 66                 |         | JMW Motorsport            | Ferrari 458 Italia GT2    | D       | Roger Wills            | James Walker         | Jonny Cocker             |
| 71                 |         | AF Corse                  | Ferrari 458 Italia GT2    | M       | Andrea Bertolini       | Olivier Beretta      | Marco Cioci              |
| 73                 |         | Corvette Racing           | Chevrolet Corvette C6.R   | M       | Antonio García         | Jan Magnussen        | Jordan Taylor            |
| 74                 |         | Corvette Racing           | Chevrolet Corvette C6.R   | M       | Oliver Gavin           | Richard Westbrook    | Tom Milner Jr.           |
| 77                 |         | Team Felbermayr-Proton    | Porsche 911 GT3 RSR (997) | M       | Richard Lietz          | Marc Lieb            | Wolf Henzler             |
| 80                 |         | Flying Lizard Motorsports | Porsche 911 GT3 RSR (997) | M       | Jörg Bergmeister       | Patrick Long         | Marco Holzer             |
| 97                 |         | Aston Martin Racing       | Aston Martin Vantage GT2  | M       | Stefan Mücke           | Adrián Fernández     | Darren Turner            |
| LMGTE-Am           |         |                           |                           |         |                        |                      |                          |
| 50                 |         | Larbre Compétition        | Chevrolet Corvette C6.R   | M       | Patrick Bornhauser     | Julien Canal         | Pedro Lamy               |
| 55                 |         | JWA-Avila                 | Porsche 911 GT3 RSR (997) | P       | Paul Daniels           | Markus Palttala      | Joël Camathias           |
| 57                 |         | Krohn Racing              | Ferrari 458 Italia GT2    | D       | Tracy Krohn            | Niclas Jönsson       | Michele Rugolo           |
| 58                 |         | Luxury Racing             | Ferrari 458 Italia GT2    | M       | Pierre Ehret           | Gunnar Jeannette     | Frankie Montecalvo       |
| 61                 |         | AF Corse                  | Ferrari 458 Italia GT2    | M       | Robert Kauffman        | Brian Vickers        | Rui Águas                |
| 67                 |         | IMSA Performance Matmut   | Porsche 911 GT3 RSR (997) | M       | Anthony Pons           | Nicolas Armindo      | Raymond Narac            |
| 70                 |         | Larbre Compétition        | Chevrolet Corvette C6.R   | M       | Christophe Bourret     | Pascal Gibon         | Jean-Philippe Belloc     |
| 75                 |         | Prospeed Competition      | Porsche 911 GT3 RSR (997) | M       | Abdulaziz Al Faisal    | Sean Edwards         | Bret Curtis              |
| 79                 |         | Flying Lizard Motorsports | Porsche 911 GT3 RSR (997) | M       | Seth Neiman            | Patrick Pilet        | Spencer Pumpelly         |
| 81                 |         | AF Corse                  | Ferrari 458 Italia GT2    | M       | Piergiuseppe Perazzini | Niki Cadei           | Matt Griffin             |
| 83                 |         | JMB Racing                | Ferrari 458 Italia GT2    | M       | Manuel Rodrigues       | Alain Ferté          | Philippe Illiano         |
| 88                 |         | Team Felbermayr-Proton    | Porsche 911 GT3 RSR (997) | M       | Christian Ried         | Gianluca Roda        | Paolo Ruberti            |
| 99                 |         | Aston Martin Racing       | Aston Martin Vantage GT2  | M       | Christoffer Nygaard    | Kristian Poulsen     | Allan Simonsen           |
| Invité (56e stand) |         |                           |                           |         |                        |                      |                          |
| 0                  |         | Highcroft Racing          | DeltaWing                 | M       | Marino Franchitti      | Michael Krumm        | Satoshi Motoyama         |

## Temps des qualifications
- Le leader de chaque catégorie est inscrit en gras.

| Pos | No. | Équipe                    | Voiture                   | Catégorie | Qualification 1 | Qualification 2 | Qualification 3 | Écart     | Grille |
| --- | --- | ------------------------- | ------------------------- | --------- | --------------- | --------------- | --------------- | --------- | ------ |
| 1   | 1   | Audi Sport Team Joest     | Audi R18 e-tron quattro   | LMP1      | 3 min 25 s 453  | 3 min 24 s 997  | 3 min 23 s 787  |           | 1      |
| 2   | 3   | Audi Sport Team Joest     | Audi R18 Ultra            | LMP1      | 3 min 26 s 694  | 3 min 24 s 078  | 3 min 27 s 578  | +0 s 291  | 2      |
| 3   | 8   | Toyota Racing             | Toyota TS030 Hybrid       | LMP1      | 3 min 28 s 295  | 3 min 26 s 151  | 3 min 24 s 842  | +1 s 055  | 3      |
| 4   | 2   | Audi Sport Team Joest     | Audi R18 e-tron quattro   | LMP1      | 3 min 26 s 536  | 3 min 26 s 038  | 3 min 25 s 433  | +1 s 646  | 4      |
| 5   | 7   | Toyota Racing             | Toyota TS030 Hybrid       | LMP1      | 3 min 27 s 191  | 3 min 26 s 502  | 3 min 25 s 488  | +1 s 701  | 5      |
| 6   | 4   | Audi Sport North America  | Audi R18 Ultra            | LMP1      | 3 min 27 s 554  | 3 min 26 s 420  | 3 min 26 s 600  | +2 s 633  | 6      |
| 7   | 21  | Strakka Racing            | HPD ARX-03a-Honda         | LMP1      | 3 min 32 s 750  | 3 min 29 s 622  | 3 min 37 s 253  | +5 s 835  | 7      |
| 8   | 12  | Rebellion Racing          | Lola B12/60-Toyota        | LMP1      | 3 min 33 s 211  | 3 min 29 s 837  | 3 min 34 s 476  | +6 s 050  | 8      |
| 9   | 13  | Rebellion Racing          | Lola B12/60-Toyota        | LMP1      | 3 min 33 s 140  | 3 min 31 s 866  | 3 min 41 s 533  | +8 s 079  | 9      |
| 10  | 17  | Pescarolo Team            | Dome S102.5-Judd          | LMP1      | 3 min 34 s 716  | 3 min 34 s 925  | 3 min 33 s 066  | +9 s 279  | 10     |
| 11  | 22  | JRM Racing                | HPD ARX-03a-Honda         | LMP1      | 3 min 37 s 088  | Pas de temps    | 3 min 35 s 421  | +11 s 634 | 11     |
| 12  | 15  | OAK Racing                | OAK Pescarolo 01-Judd     | LMP1      | 3 min 38 s 414  | 3 min 37 s 367  | 3 min 35 s 584  | +11 s 797 | 12     |
| 13  | 16  | Pescarolo Team            | Pescarolo 03-Judd         | LMP1      | Pas de temps    | 3 min 37 s 485  | 3 min 48 s 716  | +13 s 698 | —      |
| 14  | 25  | ADR (en)-Delta            | Oreca 03-Nissan           | LMP2      | 3 min 41 s 791  | 3 min 40 s 174  | 3 min 38 s 181  | +14 s 394 | 13     |
| 15  | 24  | OAK Racing                | Morgan LMP2-Judd          | LMP2      | 3 min 40 s 902  | 3 min 38 s 598  | 3 min 40 s 310  | +14 s 811 | 14     |
| 16  | 26  | Signatech-Nissan          | Oreca 03-Nissan           | LMP2      | 3 min 42 s 157  | 3 min 39 s 152  | 3 min 44 s 622  | +15 s 365 | 15     |
| 17  | 46  | Thiriet by TDS Racing     | Oreca 03-Nissan           | LMP2      | 3 min 39 s 252  | 3 min 41 s 975  | 3 min 41 s 990  | +15 s 465 | 16     |
| 18  | 49  | Pecom Racing              | Oreca 03-Nissan           | LMP2      | 3 min 41 s 916  | 3 min 39 s 711  | 3 min 40 s 292  | +15 s 924 | 17     |
| 19  | 48  | Murphy Prototypes         | Oreca 03-Nissan           | LMP2      | 3 min 39 s 877  | 3 min 40 s 652  | 3 min 42 s 057  | +16 s 090 | 18     |
| 20  | 35  | OAK Racing                | Morgan LMP2-Nissan        | LMP2      | 3 min 41 s 721  | 3 min 39 s 899  | 3 min 41 s 707  | +16 s 112 | 19     |
| 21  | 30  | Status Grand Prix         | Lola B12/80-Judd          | LMP2      | 3 min 41 s 451  | 3 min 42 s 518  | 3 min 40 s 280  | +16 s 493 | 20     |
| 22  | 44  | Starworks Motorsport      | HPD ARX-03b-Honda         | LMP2      | 3 min 40 s 639  | 3 min 41 s 863  | 3 min 40 s 471  | +16 s 684 | 21     |
| 23  | 45  | Boutsen Ginion Racing     | Oreca 03-Nissan           | LMP2      | 3 min 40 s 727  | 3 min 43 s 763  | 3 min 42 s 949  | +16 s 940 | 22     |
| 24  | 42  | Greaves Motorsport        | Zytek Z11SN-Nissan        | LMP2      | 3 min 42 s 125  | 3 min 40 s 738  | 3 min 43 s 230  | +16 s 951 | 23     |
| 25  | 38  | Jota                      | Zytek Z11SN-Nissan        | LMP2      | 3 min 41 s 287  | 3 min 41 s 428  | Pas de temps    | +17 s 500 | 24     |
| 26  | 23  | Signatech-Nissan          | Oreca 03-Nissan           | LMP2      | 3 min 44 s 495  | 3 min 42 s 581  | 3 min 41 s 982  | +18 s 195 | 25     |
| 27  | 33  | Level 5 Motorsports       | HPD ARX-03b-Honda         | LMP2      | 3 min 42 s 224  | Pas de temps    | 3 min 42 s 696  | +18 s 437 | 26     |
| 28  | 41  | Greaves Motorsport        | Zytek Z11SN-Nissan        | LMP2      | 3 min 47 s 408  | 3 min 43 s 406  | 3 min 42 s 292  | +18 s 505 | 27     |
| 29  | 0   | Highcroft Racing          | DeltaWing-Nissan          | 56e stand | 3 min 42 s 612  | 3 min 48 s 142  | 3 min 50 s 903  | +18 s 825 | 28     |
| 30  | 40  | Race Performance          | Oreca 03-Judd             | LMP2      | 3 min 48 s 124  | 3 min 43 s 619  | 3 min 46 s 200  | +19 s 832 | 29     |
| 31  | 31  | Lotus                     | Lola B12/80-Lotus         | LMP2      | 3 min 48 s 067  | Pas de temps    | 3 min 45 s 664  | +21 s 877 | 30     |
| 32  | 28  | Gulf Racing Middle East   | Lola B12/80-Nissan        | LMP2      | 3 min 50 s 526  | 3 min 47 s 244  | 4 min 15 s 649  | +23 s 457 | 31     |
| 33  | 43  | Extrême Limite ARIC       | Norma M200P-Judd          | LMP2      | 3 min 51 s 012  | 3 min 53 s 560  | 3 min 48 s 025  | +24 s 238 | 32     |
| 34  | 59  | Luxury Racing             | Ferrari 458 Italia GT2    | LMGTE Pro | 3 min 56 s 076  | 3 min 55 s 393  | 3 min 58 s 647  | +31 s 606 | 33     |
| 35  | 97  | Aston Martin Racing       | Aston Martin Vantage GT2  | LMGTE Pro | 3 min 57 s 466  | 3 min 55 s 870  | 3 min 56 s 036  | +32 s 083 | 34     |
| 36  | 74  | Corvette Racing           | Chevrolet Corvette C6.R   | LMGTE Pro | 3 min 55 s 910  | 3 min 58 s 214  | 3 min 57 s 981  | +32 s 123 | 35     |
| 37  | 71  | AF Corse                  | Ferrari 458 Italia GT2    | LMGTE Pro | 3 min 57 s 509  | 3 min 58 s 960  | 3 min 56 s 484  | +32 s 697 | 36     |
| 38  | 73  | Corvette Racing           | Chevrolet Corvette C6.R   | LMGTE Pro | 3 min 57 s 181  | 3 min 59 s 433  | 3 min 59 s 471  | +33 s 394 | 37     |
| 39  | 79  | Flying Lizard Motorsports | Porsche 911 GT3 RSR (997) | LMGTE Am  | 3 min 57 s 594  | 4 min 09 s 762  | 4 min 03 s 420  | +33 s 807 | 38     |
| 40  | 77  | Team Felbermayr-Proton    | Porsche 911 GT3 RSR (997) | LMGTE Pro | 3 min 57 s 648  | 3 min 57 s 606  | 4 min 19 s 147  | +33 s 819 | 39     |
| 41  | 75  | Prospeed Competition      | Porsche 911 GT3 RSR (997) | LMGTE Am  | 3 min 58 s 035  | 9 min 51 s 593  | 3 min 59 s 739  | +34 s 248 | 40     |
| 42  | 80  | Flying Lizard Motorsports | Porsche 911 GT3 RSR (997) | LMGTE Pro | 3 min 58 s 717  | 4 min 00 s 011  | 3 min 59 s 372  | +34 s 930 | 41     |
| 43  | 99  | Aston Martin Racing       | Aston Martin Vantage GT2  | LMGTE Am  | 3 min 58 s 725  | 4 min 00 s 958  | Pas de temps    | +34 s 938 | 42     |
| 44  | 58  | Luxury Racing             | Ferrari 458 Italia GT2    | LMGTE Am  | 4 min 00 s 849  | 3 min 58 s 800  | Pas de temps    | +35 s 013 | 43     |
| 45  | 29  | Gulf Racing Middle East   | Lola B12/80-Nissan        | LMP2      | 4 min 14 s 086  | Pas de temps    | 3 min 58 s 895  | +35 s 108 | 44     |
| 46  | 88  | Team Felbermayr-Proton    | Porsche 911 GT3 RSR (997) | LMGTE Am  | 3 min 59 s 529  | 3 min 59 s 181  | 3 min 59 s 971  | +35 s 394 | 45     |
| 47  | 50  | Larbre Compétition        | Chevrolet Corvette C6.R   | LMGTE Am  | 3 min 59 s 192  | 4 min 05 s 426  | 4 min 13 s 459  | +35 s 405 | 46     |
| 48  | 66  | JMW Motorsport            | Ferrari 458 Italia GT2    | LMGTE Pro | 4 min 00 s 883  | 3 min 59 s 638  | 4 min 10 s 192  | +35 s 851 | 47     |
| 49  | 51  | AF Corse                  | Ferrari 458 Italia GT2    | LMGTE Pro | Pas de temps    | Pas de temps    | 4 min 00 s 025  | +36 s 238 | 48     |
| 50  | 81  | AF Corse                  | Ferrari 458 Italia GT2    | LMGTE Am  | 4 min 04 s 493  | 4 min 00 s 288  | 4 min 00 s 924  | +36 s 501 | 49     |
| 51  | 67  | IMSA Performance Matmut   | Porsche 911 GT3 RSR (997) | LMGTE Am  | 4 min 00 s 332  | 4 min 00 s 829  | 4 min 07 s 180  | +36 s 545 | 50     |
| 52  | 61  | AF Corse-Waltrip          | Ferrari 458 Italia GT2    | LMGTE Am  | 4 min 04 s 861  | 4 min 00 s 691  | 4 min 08 s 217  | +36 s 904 | 51     |
| 53  | 57  | Krohn Racing              | Ferrari 458 Italia GT2    | LMGTE Am  | 4 min 04 s 698  | 4 min 04 s 075  | 4 min 02 s 323  | +38 s 536 | 52     |
| 54  | 83  | JMB Racing                | Porsche 911 GT3 RSR (997) | LMGTE Am  | 4 min 04 s 416  | 4 min 02 s 461  | 4 min 20 s 082  | +38 s 674 | 53     |
| 55  | 70  | Larbre Compétition        | Chevrolet Corvette C6.R   | LMGTE Am  | 4 min 03 s 021  | 4 min 02 s 969  | 4 min 09 s 709  | +39 s 182 | 54     |
| 56  | 55  | JWA-Avila                 | Porsche 911 GT3 RSR (997) | LMGTE Am  | 4 min 08 s 170  | 4 min 03 s 661  | 4 min 03 s 705  | +39 s 874 | 55     |

## Nombre de pilotes qualifiés pour la course
Les 24 Heures du Mans fêtent cette année leur quatre-vingtième édition. Au départ de cette épreuve anniversaire, 167 pilotes répondent présent avec parmi eux une femme, la Japonaise Keiko Ihara dont c'est sa première participation à la classique mancelle.
| 42 Français   | 25 Britanniques | 17 Allemands  | 13 Américains | 13 Italiens  |
| 10 Suisses    | 6 Danois        | 6 Japonais    | 3 Autrichiens | 3 Belges     |
| 3 Espagnols   | 3 Mexicains     | 3 Portugais   | 2 Australiens | 2 Finlandais |
| 2 Néerlandais | 2 Néo-Zélandais | 2 Suédois     | 1 Argentin    | 1 Brésilien  |
| 1 Indien      | 1 Irlandais     | 1 Monégasque  | 1 Russe       | 1 Saoudien   |
| 1 Tchèque     | 1 Thaïlandais   | 1 Vénézuélien |               |              |

## Déroulement de la course

### Classements intermédiaires
| Pos. | Après la 1re heure | Après la 1re heure                                                                 | Après 6 heures | Après 6 heures                                                                     | Après 12 heures | Après 12 heures                                                                    | Après 18 heures | Après 18 heures                                                                    |
| Pos. | n°                 | Voiture / Pilotes                                                                  | n°             | Voiture / Pilotes                                                                  | n°              | Voiture / Pilotes                                                                  | n°              | Voiture / Pilotes                                                                  |
| ---- | ------------------ | ---------------------------------------------------------------------------------- | -------------- | ---------------------------------------------------------------------------------- | --------------- | ---------------------------------------------------------------------------------- | --------------- | ---------------------------------------------------------------------------------- |
| 1    | 1                  | Audi Sport Team Joest Audi R18 e-tron quattro (LMP1) Fässler - Lotterer - Tréluyer | 1              | Audi Sport Team Joest Audi R18 e-tron quattro (LMP1) Fässler - Lotterer - Tréluyer | 1               | Audi Sport Team Joest Audi R18 e-tron quattro (LMP1) Fässler - Lotterer - Tréluyer | 2               | Audi Sport Team Joest Audi R18 e-tron quattro (LMP1) Capello - Kristensen - McNish |
| 2    | 2                  | Audi Sport Team Joest Audi R18 e-tron quattro (LMP1) Capello - Kristensen - McNish | 7              | Toyota Racing Toyota TS030 Hybrid (LMP1) Wurz - Lapierre - Nakajima                | 2               | Audi Sport Team Joest Audi R18 e-tron quattro (LMP1) Capello - Kristensen - McNish | 1               | Audi Sport Team Joest Audi R18 e-tron quattro (LMP1) Fässler - Lotterer - Tréluyer |
| 3    | 7                  | Toyota Racing Toyota TS030 Hybrid (LMP1) Wurz - Lapierre - Nakajima                | 2              | Audi Sport Team Joest Audi R18 e-tron quattro (LMP1) Capello - Kristensen - McNish | 4               | Audi Sport Team Joest Audi R18 Ultra (LMP1) Bonanomi - Jarvis - Rockenfeller       | 4               | Audi Sport Team Joest Audi R18 Ultra (LMP1) Bonanomi - Jarvis - Rockenfeller       |
| 4    | 8                  | Toyota Racing Toyota TS030 Hybrid (LMP1) Davidson - Buemi - Sarrazin               | 4              | Audi Sport Team Joest Audi R18 Ultra (LMP1) Bonanomi - Jarvis - Rockenfeller       | 12              | Rebellion Racing Lola B12/60 Toyota (LMP1) Prost - Jani - Heidfeld                 | 3               | Audi Sport Team Joest Audi R18 Ultra (LMP1) Dumas - Duval - Gené                   |
| 5    | 3                  | Audi Sport Team Joest Audi R18 Ultra (LMP1) Dumas - Duval - Gené                   | 12             | Rebellion Racing Lola B12/60 Toyota (LMP1) Prost - Jani - Heidfeld                 | 13              | Rebellion Racing Lola B12/60 Toyota (LMP1) Belicchi - Primat - Bleekemolen         | 12              | Rebellion Racing Lola B12/60 Toyota (LMP1) Prost - Jani - Heidfeld                 |

### Classement final de la course

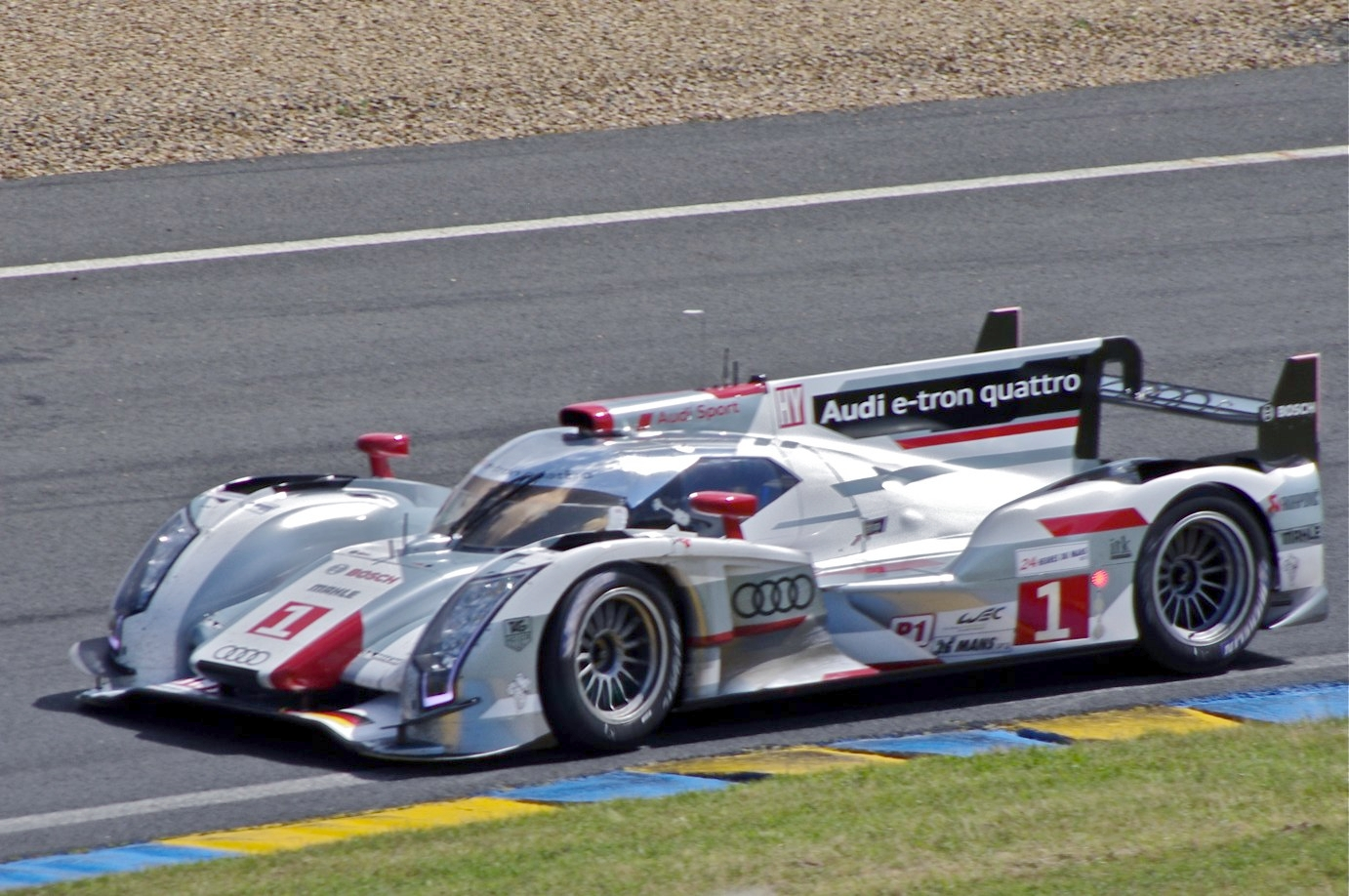
L'Audi R18 e-tron quattro, victorieuse de l'édition 2012.

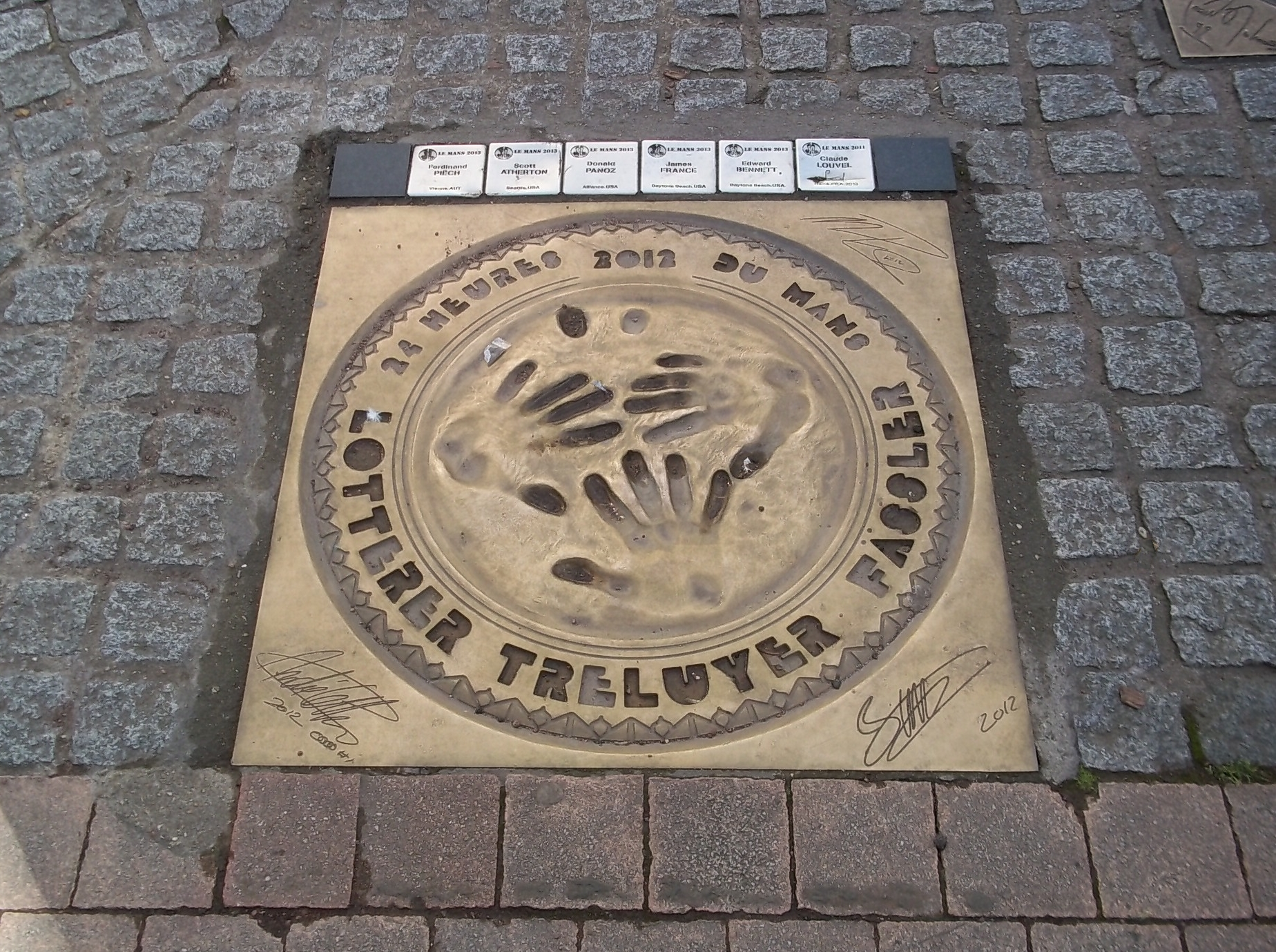
Les empreintes des vainqueurs de l'édition 2012 sur le « Walk of fame » du Mans.

Voici le classement officiel au terme des 24 heures de course.
- Les vainqueurs de chaque catégorie sont signalés par un fond jauni.
- Pour la colonne Pneus, il faut passer le curseur au-dessus du modèle pour connaître le manufacturier de pneumatiques.

| Pos   | Cat                   | n° | Équipe                    | Pilotes                                              | Châssis                                 | Pneus | Tours |
| Pos   | Cat                   | n° | Équipe                    | Pilotes                                              | Moteur                                  | Pneus | Tours |
| ----- | --------------------- | -- | ------------------------- | ---------------------------------------------------- | --------------------------------------- | ----- | ----- |
| 1     | LMP1                  | 1  | Audi Sport Team Joest     | André Lotterer Marcel Fässler Benoît Tréluyer        | Audi R18 e-tron quattro                 | M     | 378   |
| 1     | LMP1                  | 1  | Audi Sport Team Joest     | André Lotterer Marcel Fässler Benoît Tréluyer        | Audi TDI 3.7 L Turbo V6 (Hybrid Diesel) | M     | 378   |
| 2     | LMP1                  | 2  | Audi Sport Team Joest     | Allan McNish Rinaldo Capello Tom Kristensen          | Audi R18 e-tron quattro                 | M     | 377   |
| 2     | LMP1                  | 2  | Audi Sport Team Joest     | Allan McNish Rinaldo Capello Tom Kristensen          | Audi TDI 3.7 L Turbo V6 (Hybrid Diesel) | M     | 377   |
| 3     | LMP1                  | 4  | Audi Sport North America  | Oliver Jarvis Marco Bonanomi Mike Rockenfeller       | Audi R18 Ultra                          | M     | 375   |
| 3     | LMP1                  | 4  | Audi Sport North America  | Oliver Jarvis Marco Bonanomi Mike Rockenfeller       | Audi TDI 3.7 L Turbo V6 (Diesel)        | M     | 375   |
| 4     | LMP1                  | 12 | Rebellion Racing          | Nicolas Prost Nick Heidfeld Neel Jani                | Lola B12/60                             | M     | 367   |
| 4     | LMP1                  | 12 | Rebellion Racing          | Nicolas Prost Nick Heidfeld Neel Jani                | Toyota RV8KLM 3.4 L V8                  | M     | 367   |
| 5     | LMP1                  | 3  | Audi Sport Team Joest     | Marc Gené Romain Dumas Loïc Duval                    | Audi R18 Ultra                          | M     | 366   |
| 5     | LMP1                  | 3  | Audi Sport Team Joest     | Marc Gené Romain Dumas Loïc Duval                    | Audi TDI 3.7 L Turbo V6 (Diesel)        | M     | 366   |
| 6     | LMP1                  | 22 | JRM Racing                | David Brabham Peter Dumbreck Karun Chandhok          | HPD ARX-03a                             | M     | 357   |
| 6     | LMP1                  | 22 | JRM Racing                | David Brabham Peter Dumbreck Karun Chandhok          | Honda LM-V8 3.4 L V8                    | M     | 357   |
| 7     | LMP2                  | 44 | Starworks Motorsport      | Enzo Potolicchio Ryan Dalziel Tom Kimber-Smith       | HPD ARX-03b                             | D     | 354   |
| 7     | LMP2                  | 44 | Starworks Motorsport      | Enzo Potolicchio Ryan Dalziel Tom Kimber-Smith       | Honda HR28TT 2.8 L Turbo V6             | D     | 354   |
| 8     | LMP2                  | 46 | Thiriet by TDS Racing     | Pierre Thiriet Mathias Beche Christophe Tinseau      | Oreca 03                                | D     | 353   |
| 8     | LMP2                  | 46 | Thiriet by TDS Racing     | Pierre Thiriet Mathias Beche Christophe Tinseau      | Nissan VK45DE 4.5 L V8                  | D     | 353   |
| 9     | LMP2                  | 49 | Pecom Racing              | Luís Pérez Companc Pierre Kaffer Soheil Ayari        | Oreca 03                                | D     | 352   |
| 9     | LMP2                  | 49 | Pecom Racing              | Luís Pérez Companc Pierre Kaffer Soheil Ayari        | Nissan VK45DE 4.5 L V8                  | D     | 352   |
| 10    | LMP2                  | 26 | Signatech-Nissan          | Pierre Ragues Nelson Panciatici Roman Rusinov        | Oreca 03                                | D     | 351   |
| 10    | LMP2                  | 26 | Signatech-Nissan          | Pierre Ragues Nelson Panciatici Roman Rusinov        | Nissan VK45DE 4.5 L V8                  | D     | 351   |
| 11    | LMP1                  | 13 | Rebellion Racing          | Andrea Belicchi Jeroen Bleekemolen Harold Primat     | Lola B12/60                             | M     | 350   |
| 11    | LMP1                  | 13 | Rebellion Racing          | Andrea Belicchi Jeroen Bleekemolen Harold Primat     | Toyota RV8KLM 3.4 L V8                  | M     | 350   |
| 12    | LMP2                  | 41 | Greaves Motorsport        | Christian Zugel Elton Julian Ricardo González        | Zytek Z11SN                             | D     | 348   |
| 12    | LMP2                  | 41 | Greaves Motorsport        | Christian Zugel Elton Julian Ricardo González        | Nissan VK45DE 4.5 L V8                  | D     | 348   |
| 13    | LMP2                  | 25 | ADR (en)-Delta            | John Martin Tor Graves Jan Charouz                   | Oreca 03                                | D     | 346   |
| 13    | LMP2                  | 25 | ADR (en)-Delta            | John Martin Tor Graves Jan Charouz                   | Nissan VK45DE 4.5 L V8                  | D     | 346   |
| 14    | LMP2                  | 35 | OAK Racing                | David Heinemeier Hansson Bas Leinders Maxime Martin  | Morgan LMP2                             | D     | 341   |
| 14    | LMP2                  | 35 | OAK Racing                | David Heinemeier Hansson Bas Leinders Maxime Martin  | Nissan VK45DE 4.5 L V8                  | D     | 341   |
| 15    | LMP2                  | 42 | Greaves Motorsport        | Alex Brundle Martin Brundle Lucas Ordóñez            | Zytek Z11SN                             | D     | 340   |
| 15    | LMP2                  | 42 | Greaves Motorsport        | Alex Brundle Martin Brundle Lucas Ordóñez            | Nissan VK45DE 4.5 L V8                  | D     | 340   |
| 16    | LMP2                  | 23 | Signatech-Nissan          | Jordan Tresson Franck Mailleux Olivier Lombard       | Oreca 03                                | D     | 340   |
| 16    | LMP2                  | 23 | Signatech-Nissan          | Jordan Tresson Franck Mailleux Olivier Lombard       | Nissan VK45DE 4.5 L V8                  | D     | 340   |
| 17    | LMGTE Pro             | 51 | AF Corse                  | Giancarlo Fisichella Gianmaria Bruni Toni Vilander   | Ferrari 458 Italia GT2                  | M     | 336   |
| 17    | LMGTE Pro             | 51 | AF Corse                  | Giancarlo Fisichella Gianmaria Bruni Toni Vilander   | Ferrari 4.5 L V8                        | M     | 336   |
| 18    | LMGTE Pro             | 59 | Luxury Racing             | Frédéric Makowiecki Jaime Melo Dominik Farnbacher    | Ferrari 458 Italia GT2                  | M     | 333   |
| 18    | LMGTE Pro             | 59 | Luxury Racing             | Frédéric Makowiecki Jaime Melo Dominik Farnbacher    | Ferrari 4.5 L V8                        | M     | 333   |
| 19    | LMGTE Pro             | 97 | Aston Martin Racing       | Stefan Mücke Adrián Fernández Darren Turner          | Aston Martin Vantage GT2                | M     | 332   |
| 19    | LMGTE Pro             | 97 | Aston Martin Racing       | Stefan Mücke Adrián Fernández Darren Turner          | Aston Martin 4.5 L V8                   | M     | 332   |
| 20    | LMGTE Am              | 50 | Larbre Compétition        | Patrick Bornhauser Julien Canal Pedro Lamy           | Chevrolet Corvette C6.R                 | M     | 329   |
| 20    | LMGTE Am              | 50 | Larbre Compétition        | Patrick Bornhauser Julien Canal Pedro Lamy           | Chevrolet 5.5 L V8                      | M     | 329   |
| 21    | LMGTE Am              | 67 | IMSA Performance Matmut   | Anthony Pons Nicolas Armindo Raymond Narac           | Porsche 911 GT3 RSR (997)               | M     | 328   |
| 21    | LMGTE Am              | 67 | IMSA Performance Matmut   | Anthony Pons Nicolas Armindo Raymond Narac           | Porsche 4.0 L Flat-6                    | M     | 328   |
| 22    | LMGTE Pro             | 71 | AF Corse                  | Andrea Bertolini Olivier Beretta Marco Cioci         | Ferrari 458 Italia GT2                  | M     | 326   |
| 22    | LMGTE Pro             | 71 | AF Corse                  | Andrea Bertolini Olivier Beretta Marco Cioci         | Ferrari 4.5 L V8                        | M     | 326   |
| 23    | LMGTE Pro             | 73 | Corvette Racing           | Antonio García Jan Magnussen Jordan Taylor           | Chevrolet Corvette C6.R                 | M     | 326   |
| 23    | LMGTE Pro             | 73 | Corvette Racing           | Antonio García Jan Magnussen Jordan Taylor           | Chevrolet 5.5 L V8                      | M     | 326   |
| 24    | LMP2                  | 45 | Boutsen Ginion Racing     | Bastien Brière Shinji Nakano Jens Petersen           | Oreca 03                                | D     | 325   |
| 24    | LMP2                  | 45 | Boutsen Ginion Racing     | Bastien Brière Shinji Nakano Jens Petersen           | Nissan VK45DE 4.5 L V8                  | D     | 325   |
| 25    | LMGTE Am              | 57 | Krohn Racing              | Tracy Krohn Niclas Jönsson Michele Rugolo            | Ferrari 458 Italia GT2                  | D     | 323   |
| 25    | LMGTE Am              | 57 | Krohn Racing              | Tracy Krohn Niclas Jönsson Michele Rugolo            | Ferrari 4.5 L V8                        | D     | 323   |
| 26    | LMP2                  | 40 | Race Performance          | Michel Frey Jonathan Hirschi Ralph Meichtry          | Oreca 03                                | D     | 320   |
| 26    | LMP2                  | 40 | Race Performance          | Michel Frey Jonathan Hirschi Ralph Meichtry          | Judd HK 3.6 L V8                        | D     | 320   |
| 27    | LMGTE Am              | 79 | Flying Lizard Motorsports | Seth Neiman Spencer Pumpelly Patrick Pilet           | Porsche 911 GT3 RSR (997)               | M     | 313   |
| 27    | LMGTE Am              | 79 | Flying Lizard Motorsports | Seth Neiman Spencer Pumpelly Patrick Pilet           | Porsche 4.0 L Flat-6                    | M     | 313   |
| 28    | LMGTE Am              | 70 | Larbre Compétition        | Christophe Bourret Pascal Gibon Jean-Philippe Belloc | Chevrolet Corvette C6.R                 | M     | 309   |
| 28    | LMGTE Am              | 70 | Larbre Compétition        | Christophe Bourret Pascal Gibon Jean-Philippe Belloc | Chevrolet 5.5 L V8                      | M     | 309   |
| 29    | LMP2                  | 43 | Extrême Limite ARIC       | Fabien Rosier Philippe Haezebrouck Philippe Thirion  | Norma M200P                             | D     | 308   |
| 29    | LMP2                  | 43 | Extrême Limite ARIC       | Fabien Rosier Philippe Haezebrouck Philippe Thirion  | Judd HK 3.6 L V8                        | D     | 308   |
| 30    | LMP1                  | 21 | Strakka Racing            | Nick Leventis Jonny Kane Danny Watts                 | HPD ARX-03a                             | M     | 303   |
| 30    | LMP1                  | 21 | Strakka Racing            | Nick Leventis Jonny Kane Danny Watts                 | Honda LM-V8 3.4 L V8                    | M     | 303   |
| 31    | LMGTE Am              | 61 | AF Corse-Waltrip          | Robert Kauffman Brian Vickers Rui Águas              | Ferrari 458 Italia GT2                  | M     | 294   |
| 31    | LMGTE Am              | 61 | AF Corse-Waltrip          | Robert Kauffman Brian Vickers Rui Águas              | Ferrari 4.5 L V8                        | M     | 294   |
| 32    | LMGTE Am              | 83 | JMB Racing                | Manuel Rodrigues Philippe Illiano Alain Ferté        | Ferrari 458 Italia GT2                  | M     | 292   |
| 32    | LMGTE Am              | 83 | JMB Racing                | Manuel Rodrigues Philippe Illiano Alain Ferté        | Ferrari 4.5 L V8                        | M     | 292   |
| 33    | LMGTE Am              | 55 | JWA-Avila                 | Paul Daniels Joël Camathias Markus Palttala          | Porsche 911 GT3 RSR (997)               | P     | 290   |
| 33    | LMGTE Am              | 55 | JWA-Avila                 | Paul Daniels Joël Camathias Markus Palttala          | Porsche 4.0 L Flat-6                    | P     | 290   |
| N. c. | LMGTE Pro             | 74 | Corvette Racing           | Oliver Gavin Richard Westbrook Tom Milner Jr.        | Chevrolet Corvette C6.R                 | M     | 215   |
| N. c. | LMGTE Pro             | 74 | Corvette Racing           | Oliver Gavin Richard Westbrook Tom Milner Jr.        | Chevrolet 5.5 L V8                      | M     | 215   |
| N. c. | LMP1                  | 17 | Pescarolo Team            | Nicolas Minassian Sébastien Bourdais Seiji Ara       | Dome S102.5                             | M     | 203   |
| N. c. | LMP1                  | 17 | Pescarolo Team            | Nicolas Minassian Sébastien Bourdais Seiji Ara       | Judd DB 3.4 L V8                        | M     | 203   |
| Abd.  | LMP2                  | 38 | Jota Sport                | Sam Hancock Simon Dolan Haruki Kurosawa              | Zytek Z11SN                             | D     | 271   |
| Abd.  | LMP2                  | 38 | Jota Sport                | Sam Hancock Simon Dolan Haruki Kurosawa              | Nissan VK45DE 4.5 L V8                  | D     | 271   |
| Abd.  | LMP2                  | 33 | Level 5 Motorsports       | Scott Tucker Christophe Bouchut Luis Díaz            | HPD ARX-03b                             | D     | 240   |
| Abd.  | LMP2                  | 33 | Level 5 Motorsports       | Scott Tucker Christophe Bouchut Luis Díaz            | Honda HR28TT 2.8 L Turbo V6             | D     | 240   |
| Abd.  | LMP2                  | 30 | Status Grand Prix         | Alexander Sims Yelmer Buurman Romain Iannetta        | Lola B12/80                             | D     | 239   |
| Abd.  | LMP2                  | 30 | Status Grand Prix         | Alexander Sims Yelmer Buurman Romain Iannetta        | Judd HK 3.6 L V8                        | D     | 239   |
| Abd.  | LMGTE Am              | 88 | Team Felbermayr-Proton    | Christian Ried Gianluca Roda Paolo Ruberti           | Porsche 911 GT3 RSR (997)               | M     | 222   |
| Abd.  | LMGTE Am              | 88 | Team Felbermayr-Proton    | Christian Ried Gianluca Roda Paolo Ruberti           | Porsche 4.0 L Flat-6                    | M     | 222   |
| Abd.  | LMP1                  | 15 | OAK Racing                | Franck Montagny Dominik Kraihamer Bertrand Baguette  | OAK Pescarolo 01                        | D     | 219   |
| Abd.  | LMP1                  | 15 | OAK Racing                | Franck Montagny Dominik Kraihamer Bertrand Baguette  | Judd DB 3.4 L V8                        | D     | 219   |
| Abd.  | LMGTE Pro             | 66 | JMW Motorsport            | Jonny Cocker James Walker Roger Wills                | Ferrari 458 Italia GT2                  | D     | 204   |
| Abd.  | LMGTE Pro             | 66 | JMW Motorsport            | Jonny Cocker James Walker Roger Wills                | Ferrari 4.5 L V8                        | D     | 204   |
| Abd.  | LMP2                  | 48 | Murphy Prototypes         | Jody Firth Warren Hughes Brendon Hartley             | Oreca 03                                | D     | 196   |
| Abd.  | LMP2                  | 48 | Murphy Prototypes         | Jody Firth Warren Hughes Brendon Hartley             | Nissan VK45DE 4.5 L V8                  | D     | 196   |
| Abd.  | LMGTE Pro             | 77 | Team Felbermayr-Proton    | Richard Lietz Marc Lieb Wolf Henzler                 | Porsche 911 GT3 RSR (997)               | M     | 185   |
| Abd.  | LMGTE Pro             | 77 | Team Felbermayr-Proton    | Richard Lietz Marc Lieb Wolf Henzler                 | Porsche 4.0 L Flat-6                    | M     | 185   |
| Abd.  | LMGTE Am              | 75 | Prospeed Competition      | Abdulaziz al Faisal Bret Curtis Sean Edwards         | Porsche 911 GT3 RSR (997)               | M     | 180   |
| Abd.  | LMGTE Am              | 75 | Prospeed Competition      | Abdulaziz al Faisal Bret Curtis Sean Edwards         | Porsche 4.0 L Flat-6                    | M     | 180   |
| Abd.  | LMP2                  | 31 | Lotus                     | Thomas Holzer (en) Mirco Schultis Luca Moro          | Lola B12/80                             | D     | 155   |
| Abd.  | LMP2                  | 31 | Lotus                     | Thomas Holzer (en) Mirco Schultis Luca Moro          | Lotus (Judd) 3.6 L V8                   | D     | 155   |
| Abd.  | LMGTE Am              | 58 | Luxury Racing             | Pierre Ehret Gunnar Jeannette Frankie Montecalvo     | Ferrari 458 Italia GT2                  | M     | 146   |
| Abd.  | LMGTE Am              | 58 | Luxury Racing             | Pierre Ehret Gunnar Jeannette Frankie Montecalvo     | Ferrari 4.5 L V8                        | M     | 146   |
| Abd.  | LMP2                  | 24 | OAK Racing                | Jacques Nicolet Matthieu Lahaye Olivier Pla          | Morgan LMP2                             | D     | 139   |
| Abd.  | LMP2                  | 24 | OAK Racing                | Jacques Nicolet Matthieu Lahaye Olivier Pla          | Judd HK 3.6 L V8                        | D     | 139   |
| Abd.  | LMP1                  | 7  | Toyota Racing             | Alexander Wurz Kazuki Nakajima Nicolas Lapierre      | Toyota TS030 Hybrid                     | M     | 134   |
| Abd.  | LMP1                  | 7  | Toyota Racing             | Alexander Wurz Kazuki Nakajima Nicolas Lapierre      | Toyota 3.4 L V8 (Hybrid)                | M     | 134   |
| Abd.  | LMGTE Pro             | 80 | Flying Lizard Motorsports | Jörg Bergmeister Marco Holzer Patrick Long           | Porsche 911 GT3 RSR (997)               | M     | 114   |
| Abd.  | LMGTE Pro             | 80 | Flying Lizard Motorsports | Jörg Bergmeister Marco Holzer Patrick Long           | Porsche 4.0 L Flat-6                    | M     | 114   |
| Abd.  | LMP2                  | 28 | Gulf Racing Middle East   | Fabien Giroix Ludovic Badey Stefan Johansson         | Lola B12/80                             | D     | 92    |
| Abd.  | LMP2                  | 28 | Gulf Racing Middle East   | Fabien Giroix Ludovic Badey Stefan Johansson         | Nissan VK45DE 4.5 L V8                  | D     | 92    |
| Abd.  | LMP1                  | 8  | Toyota Racing             | Anthony Davidson Sébastien Buemi Stéphane Sarrazin   | Toyota TS030 Hybrid                     | M     | 82    |
| Abd.  | LMP1                  | 8  | Toyota Racing             | Anthony Davidson Sébastien Buemi Stéphane Sarrazin   | Toyota 3.4 L V8 (Hybrid)                | M     | 82    |
| Abd.  |                       | 0  | Highcroft Racing          | Marino Franchitti Michael Krumm Satoshi Motoyama     | DeltaWing                               | M     | 75    |
| Abd.  | Nissan 1.6 L Turbo I4 | 0  | Highcroft Racing          | Marino Franchitti Michael Krumm Satoshi Motoyama     |                                         | M     | 75    |
| Abd.  | LMGTE Am              | 81 | AF Corse                  | Piergiuseppe Perazzini Niki Cadei Matt Griffin       | Ferrari 458 Italia GT2                  | M     | 70    |
| Abd.  | LMGTE Am              | 81 | AF Corse                  | Piergiuseppe Perazzini Niki Cadei Matt Griffin       | Ferrari 4.5 L V8                        | M     | 70    |
| Abd.  | LMGTE Am              | 99 | Aston Martin Racing       | Christoffer Nygaard Kristian Poulsen Allan Simonsen  | Aston Martin Vantage GT2                | M     | 31    |
| Abd.  | LMGTE Am              | 99 | Aston Martin Racing       | Christoffer Nygaard Kristian Poulsen Allan Simonsen  | Aston Martin 4.5 L V8                   | M     | 31    |
| Abd.  | LMP1                  | 16 | Pescarolo Team            | Emmanuel Collard Stuart Hall                         | Pescarolo 03                            | M     | 20    |
| Abd.  | LMP1                  | 16 | Pescarolo Team            | Emmanuel Collard Stuart Hall                         | Judd DB 3.4 L V8                        | M     | 20    |
| Abd.  | LMP2                  | 29 | Gulf Racing Middle East   | Marc Rostan Jean-Denis Delétraz Keiko Ihara (en)     | Lola B12/80                             | D     | 17    |
| Abd.  | LMP2                  | 29 | Gulf Racing Middle East   | Marc Rostan Jean-Denis Delétraz Keiko Ihara (en)     | Nissan VK45DE 4.5 L V8                  | D     | 17    |

## Pole position et record du tour
- Pole position :  André Lotterer, Audi R18 e-tron quattro (no 1) en 3 min 23 s 787 (240,8 km/h)[12].
- Meilleur tour en course :  Loïc Duval, Audi R18 Ultra (no 3) en 3 min 24 s 189 (240,3 km/h) au 269e tour[13].

## Concernant les participants
Anthony Davidson, à bord de la Toyota no 8, a subi un gros crash qui lui a fracturé deux vertèbres après un accrochage par la Ferrari no 81 (GTE Am).
La DeltaWing n'a pas fini la course (elle abandonnera à 22 h 57, victime d'un accrochage avec la Toyota TS030 Hybrid no 7), tout comme les deux Toyota.

## À noter
- Longueur du circuit : 13,629 km
- Vitesse maximale enregistrée : 330,1 km/h en course et 335,2 km/h en qualification (Toyota TS030 Hybrid no 8)
- Distance parcourue par les vainqueurs : 5 151,8 km